# Temesszécsény

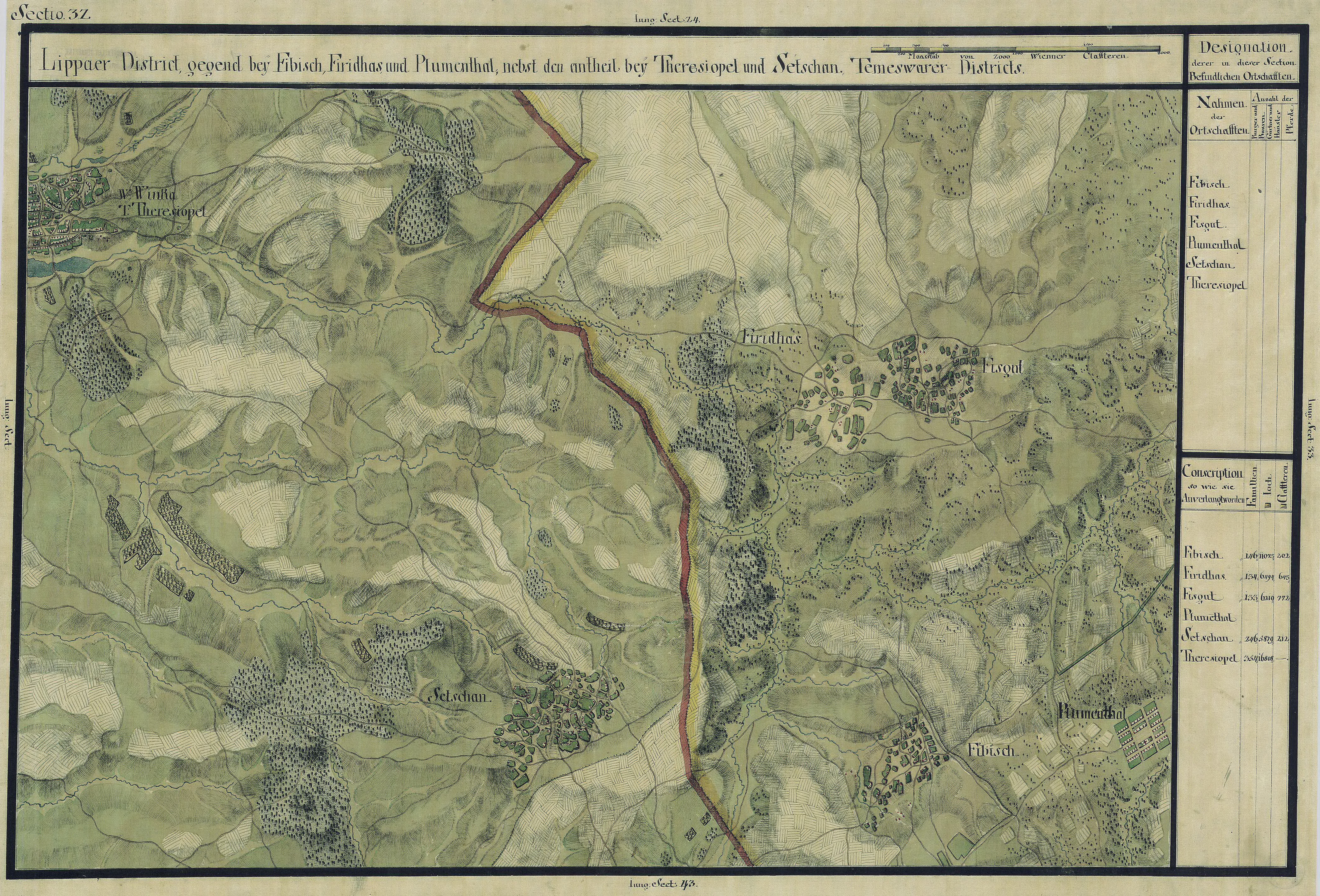
Temesszécsény egy 1700-as évekből való térképen

Temesszécsény (Seceani), település Romániában, a Bánságban, Temes megyében.

## Fekvése
Temesvártól északra, Németság, Féregyház és Máslak közt fkvő település.

## Története
Temesszécsény helyén a középkorban már két település: Kis- és Nagy-Szécsény feküdt, melyeket egy árok választotta el egymástól.
Nagy-Szécsény első ismert birtokosai a Csanád nemzetség tagjai voltak. A falut a nemzetség tagjainak 1256-ban történt osztozkodásakor  Waffa fiai kapták,  majd az 1337. évi birtokrendezéskor két részre osztották; nyugaton, a Makófalviak részén, Lőrincz fia, Mihályháza és Kristófjobbágyháza között, mely a Telegdieknek jutott, határdombot építettek. Kis-Szécsény a 14. század közepén tűnt fel, melyet az 1360. évi osztozkodáskor Telegdi Miklós fiai György és Miklós kaptak.
1438-ban Kis- és Nagyszécsény is a Marczali-család birtokába került. Marczali Miklós vajda fiai 1442-ben az egész Kis-Szécsényt és Nagy-Szécsénynek a felét unokatestvéreiknek Marczali Dénes bán fiainak Györgynek és Istvánnak adták; 1451-ben  azonban Marczali János az egész Nagy-Szécsény falut Hunyadi Jánosnak adta zálogba, majd 1452-ben el is adta neki. Ekkortájban  került Kis-Szécsény is a Hunyadiak birtokába. 1464-ben Mátyás király Nagy-Szécsényt a Jaksics családnak adományozta. 1484 körül Nagy-Szécsénynek azt a részét, amelyet Hunyadi János a Bocsori-családnak adományozott, szintén a Jaksics család szerezte meg.
A mohácsi vész után mind a két községet Jaksics Márk és Péter fiainak közös birtoka volt; de 1530-ban Jaksics Márk mindkét falu fele részét, királyi beleegyezéssel, elzálogosította nejének és leányainak, akiket a csanádi káptalan be is iktatott e birtokrészekbe. 1560-ban, halála után  a Jaksics-leányok osztoztak meg ezen a birtokokon és a két Szécsényt özvegy Dóczi Miklósné nyerte. Kis-Szécsény még 1582-ben is fennállt, de csak 16 szerb pásztor lakta, és egy ideig még Mali Szecsan név alatt volt ismeretes, de csakhamar teljesen elpusztult. 1582-ben Nagy-Szécsényben is csak 23 szerb juhász lakott, akik a falut Veliki-Szecsánnak nevezték el, és 1717-ben is csak 28 házát írtak itt össze. Ettől kezdve a temesvári kerülethez tartozott, majd 1740-1744 között románok költöztek a településre.
1781-ben Aradi Kászonyi András vásárolta meg, később pedig Nyitraivánkai Tóth Imre és a Thúróczy család birtokába került, kik közül a Turóczy család tagjai 1861-ben eladták Deutsch Ignácnak és fiának. 1876-ban Hatvani-Deutsch Bernáté, 1884-től Dengl Józsefé és Klemann Jánosé, majd Klemann János, Klemann János dr., Dengl Aladár és Brück Józsefnek volt itt nagyobb birtoka, a 18. században épült úrilakkal együtt.
A középkorban már mindkét község egyházas hely volt, Kis-Szécsény plébánosa már  szerepelt az 1333-1334. évi pápai tizedjegyzékben is.
1910-ben 1903 lakosából 1777 román, 77 német, 37 magyar volt. Ebből 1778 görögkeleti ortodox, 109 római katolikus volt.
A trianoni békeszerződés előtt Temes vármegye Vingai járásához tartozott.

## Hód
A mai Temesszécsény határában feküdt egykor Hód nevű falu is, amely eredetileg aradi várföld volt. E várföldet II. András király 1230 előtt a Csák nemzetségbeli Miklósnak adományozta, de Béla ifjabb király 1230-ban ismét visszavette tőle. 1237-ben már ismét Miklós főispán birtoka lett. A tatárjárás alatt Hód falu teljesen elpusztult, majd egy 1337. évi oklevél már csak Szécsény falu részeként említi.

## Nevezetességek
- 12–14. századi földvára a romániai műemlékek jegyzékén a TM-I-s-B-06086 sorszámon szerepel.[1]